# デウィス・ナバーロ
デウィス・ナバーロ・ヴィヴァス（Dewis Navarro Vivas , 1978年6月19日 - ）は、ベネズエラ出身のプロ野球選手（捕手）。
弟は、MLBに所属しているディオナー・ナバーロ。

## 来歴・人物
スペイン代表の扇の要であり、3番を打つ主砲。欧州野球の捕手としては、オランダのシドニー・デヨングらと比肩する存在である。スペイン国内でも一二を争うパワーに加え、俊敏さや高い守備力も兼ね備える万能捕手。現在はリーガ・エスパニョーラ・デ・ベイスボルのMarlins Puerto De La Cruzでプレーしている。